# ティンラジ
ティンラジは、2011年10月8日から2013年3月30日まで山陰放送（BSSラジオ）で毎週土曜22:30 - 23:30に放送されていたラジオ番組。BSSラジオの若者向けの番組。この番組もBSSラジオの製作方針通り、途中に全国ネット番組を挿入することは一切なかった。

## パーソナリティ
- 橋本航介（当時・BSSアナウンサー）
- ラッテフレンズ（BSSマスコットキャラクター「ラッテちゃん」PR鳥取県初ローカルアイドルグループ）

## 放送内容
| 日付                    | パーソナリティ                          | 備考                         |
| ----------------------- | --------------------------------------- | ---------------------------- |
| 2011/10/08～ 2013/03/30 | 第１回放送、 橋本航介・藤井美音・岸典生 | 第１回放送、公開録音箇所有り |